# Artemisia duthreuil-de-rhinsi
Artemisia duthreuil-de-rhinsi là một loài thực vật có hoa trong họ Cúc. Loài này được Krasch. mô tả khoa học đầu tiên năm 1922.